# 19. Infanterie-Division (Wehrmacht)
Die 19. Infanterie-Division wurde 1940 in die 19. Panzer-Division umgegliedert und war ein Großverband des Heeres der deutschen Wehrmacht.

## 19. Infanterie-Division

### Aufstellung
Die 19. Infanterie-Division wurde am 1. Oktober 1934 – mit der Tarnbezeichnung Artillerieführer VI im Wehrkreis VI in Hannover aufgestellt. Ab dem 15. Oktober 1935 wurde die Division offiziell 19. Infanterie-Division genannt. Die Infanterie-Regimenter wurden durch Aufteilung aus dem 17. Infanterie-Regiment der 6. Division der Reichswehr gebildet.
Die Gliederung mit den für den Verband durchgeführten Neuaufstellungen war:
- Divisionsstab (Hannover) (aus )
- Infanterie-Regiment 17 (Braunschweig) (aus )
- Infanterie-Regiment 38 (Göttingen) (aus Personalabgaben Infanterie-Regiment 17)
- Infanterie-Regiment 59 (Hannover) (aus )
- Artillerie-Regiment 19 (Hannover, Hildesheim, Celle) (aus )
- Sanitäts-Abteilung 19 (Hannover) (aus )
- Kraftfahr-Abteilung 19 (Hannover) (aus )
- Nachrichten-Abteilung 19 () (aus )
- Nachschubtruppen Nr. 19

Seit der Neuaufteilung der Wehrkreise 1936 gehörte sie zum Wehrkreis XI.
Bei der Mobilmachung am 25. August 1939 wurde mit den Einberufungen die III. Bataillone der Infanterie-Regimenter 59 und 74 gebildet. Das Kavallerie-Regiment 14 (Ludwigsburg/Parchim) stellte die Aufklärungs-Abteilung 19 auf und in Hannover wurde ein Feld-Ersatz-Bataillon für die Division gebildet. Die 5. Kompanie/Maschinengewehr-Bataillon 46 (Dortmund) wurde als Fla-Kompanie unterstellt.

### Polenfeldzug 1939
Im August 1939 erfolgte die Mobilmachung als Teil der 1. Aufstellungswelle. Beim Angriff auf Polen kämpfte die Division im Verband des XI. Armeekorps, 10. Armee unter anderem in der Schlacht an der Bzura und in der Schlacht um Warschau.

#### Westfeldzug 1940
Nach Grenzsicherungsaufgaben im Westen trat sie im Mai 1940 als Teil der 6. Armee aus dem Raum Viersen zum Angriff auf Frankreich über die Maas an. Nach dem Vormarsch über Löwen bis in den Raum Ypern in Belgien wurde sie für den zweiten Teil des Feldzugs in den Raum Roubaix beordert. Sie ging dabei über Douai auf Paris vor. Dort hielt sie am 16. Juni eine Parade ab und überquerte schließlich bei Blois die Loire. Zeitweilig als Besatzungstruppe in Frankreich stationiert, kehrte die Division Ende September 1940 in die Heimat zurück.

## 19. Panzer-Division

### Aufstellung
Bis 1. November 1940 wurde die Division umgegliedert und an diesem Tag in 19. Panzer-Division umbenannt. Als Stamm für die neu aufzustellende 20. Panzer-Division gab sie das Infanterie-Regiment 59, das III. Bataillon des Infanterie-Regiment 74 mit Regimentsstab, die III. Batterie des Artillerie-Regimentes 19 sowie die I. Batterie des Artillerie-Regimentes 55 ab. Die bespannten Teile der I. und II. Batterie des Artillerie-Regimentes 19 dienten in Bergen zur Neuaufstellung der 131. Infanterie-Division.
Die Gliederung mit den für den Verband durchgeführten Neuaufstellungen war:
- Divisionsstab () (aus dem Ursprungsverband)
- Panzer-Regiment 27 (Paderborn) (Neuaufstellung aus Panzer-Ersatz-Abteilungen 10, 11 und 25)
- Schützen-Brigade 19 () (aus Personalabgaben der Schützen-Regimenter 73 und 74)
  - Schützen-Regiment 73 () (aus )
  - Schützen-Regiment 74 () (aus )
  - Kradschützen-Bataillon 19 () (aus Umgliederung des I. Bataillon/Infanterie-Regiment 73 (Celle))
- Artillerie-Regiment (mot.) 19 () (aus Ursprungsverband und schwerer Artillerie-Abteilung (mot.) 446)
- Panzer-Aufklärungs-Abteilung 19 () (aus Aufklärungs-Abteilung 19 und 2. Kompanie/Panzer-Aufklärungs-Abteilung 4)
- Panzerjäger-Abteilung 19 () (aus Ursprungsverband)
- Nachrichten-Abteilung (mot.) 19 () (aus Ursprungsverband)
- Panzer-Pionier-Bataillon 19 () (aus Ursprungsverband)
- Sonstige Versorgungstruppen mit der Nr. 19

Der Division wurden andere Einheiten zugeführt, so die I. Batterie des Artillerie-Regimentes 446 sowie das Panzerregiment 27. Das I. Bataillon des Infanterie-Regiment 74 wurde zum Kradschützenbataillon 19 (K19) umgegliedert. Hinzu kam später eine Flak- und eine Fliegerabteilung.
Für ihre zu erwartenden Einsätze übte die Division mit den neuen Waffen und Formationen in Sennelager bei Paderborn.

#### Unternehmen Barbarossa 1941
Die 19. Panzer-Division nahm dann als Teil der Panzergruppe 3, Heeresgruppe Mitte, am Überfall auf die Sowjetunion teil. Ziel der Operationsführung der Heeresgruppe war die Gewinnung der „Landbrücke“ Vitebsk-Smolensk. Die Division war zum Zeitpunkt der Eröffnung des Feldzuges Teil des LVII. Armeekorps (mot.). Das Armeekorps wurde im nördlichen Angriffskeil eingesetzt.
Am 21. Juni 1941 wurde die Division in die Bereitstellungsräume für das Unternehmen Barbarossa an der südostwärtigen Grenze Ostpreußens nahe dem Spirdingsee verlegt. Die 19. folgt als zweite Welle der 18. Infanteriedivision und der 12. Panzerdivision. In langen, dicht aufgefahrenen Kolonnen schob sich die Division in den ersten Tagen meterweise vorwärts. Am 25. Juni stießen die Angriffsspitzen der Division bei D. Zemloslaw und Traby auf nach Norden aus dem Einschließungsring von Białystok und Minsk drängende Kräfte der Roten Armee. Der Ausbruch konnte unter erheblichen Aufwand abgewehrt werden. Erst am 3. Juli überquerte die Division die westliche Düna bei Disna. Danach stieß die Division in Richtung Newel und erreichte am 18. Juli Welikije Luki. Auf Befehl wurde der Angriff auf Welikije Luki abgebrochen und die Division räumte die Stadt am 20. Juli. Sie marschierte nach Welisch und querte gegen erheblichen Widerstand die Düna in Richtung Ilino. Die Division erhielt den Befehl beiderseits der Straße Smolensk – Bjeloy bis in den Raum Potschenki vorzugehen. Nach verlustreichen Kämpfen in diesem Raum wurde ein weiterer Vormarsch aufgegeben und die Division wurde am 6. August 1941 aus der Front herausgezogen und bei Schischkowo frontnah aufgefrischt.
Am 18. August stieß die Division erneut gegen Welikije Luki vor, um die in der Lücke zwischen der Heeresgruppe Nord und Mitte stehenden Kräfte der Roten Armee einzukesseln. Vom 9. bis 15. September schloss die 19. Panzer-Division den rückwärtigen Rand des Kessels bei Staraja Russa.
Ab dem 15. September wurde die Division der 4. Armee unterstellt. Auf dem Weg in die Ausgangsstellungen musste die 19. bei Ostaschkow eingesetzt werden. Dadurch verzögerte sich der Beginn des Einsatzes der Division zum Durchbruch durch die Moskau-Schutzstellungen (Schlacht von Brjansk) auf den 12. Oktober. Wie die 4. Armee insgesamt gewann auch die 19. nur noch wenig Boden nach Osten. Sie wurde taktisch gezielt auf der Straße Medyn-Malojaroslawez an der Brücke über die Wyprenka bei Ilyinsky aufgehalten. Das Panzerregiment 27 verlor 14 seiner 15 Panzer, als es im rückwärtigen Raum der von der Roten Armee besetzten Brücke in einen Riegel mit Panzerabwehrgeschützen geriet. Sie konnte den verlustreichen Durchbruch in die Moskauer Schutzstellungen erst am 16. Oktober fortsetzen. Am 18. Oktober wurde Malojaroslawez eingenommen und über die Protwa zur Nara (25. Oktober) vorgestoßen. Die anschließenden schweren Panzerangriffe und das ausgebaute sowjetische Stellungssystem im Nara-Brückenkopf erschöpften die Truppe.
Am 3. Dezember fielen die Außentemperaturen auf minus 35 Grad. Fahrzeuge und Waffen fielen aus und vor allem die Luftunterstützung war nicht möglich. Die 4. Armee und damit die 19. Panzer-Division waren zu keinen weiteren weitgreifenden Angriffsoperationen mehr fähig. In dieser Situation eröffnete die Roten Armee (5. Dezember 1941) ihre Winteroffensive. Die der Division gegenüberliegenden Einheiten der sowjetischen 33. Armee waren ausgezehrt und hatten zunächst nur die Aufgabe, den Gegner in diesem Raum zu binden. Die 19. richtete sich in einigermaßen winterfesten Stellungen ein. Noch am 16. Dezember gab die Heeresgruppe den Befehl, dass die Division „keinen Schritt“ zurückgehen dürfe.

### 1942
Die sowjetische 49. Armee drang bis Ende Dezember auf die Linie Malojawoslawez – Kaluga vor. Damit war klar, dass die 4. Armee Gefahr lief, abgeschnitten zu werden. Ein unbedingtes und starres Festhalten der innegehabten Frontabschnitte war nicht mehr möglich. Eine Freigabe der Rückwärtsbewegungen war nun nicht mehr aufzuhalten. Die 19. Panzerdivision versuchte sich geordnet auf die vorbereiteten Rückzugsstellungen bei Machikhino zurückzuziehen. Ihr Auftrag war, die Rollbahn Jaroslawl-Medyn freizuhalten. Aber auch hier war das Halten der neuen Stellung nicht mehr möglich. Der Großteil der Division musste sofort nach Malojaroslawez, um einen Durchbruch der Roten Armee abzuwehren. Am 2. Januar konnte Malojaroslawez nicht mehr gehalten werden und wurde aufgegeben.
Am 4. Januar gelang der sowjetischen 33. Armee ein Einbruch in die deutsche Verteidigung bei Borowsk. Die 19. Panzer-Division wurde daraufhin in den Raum Juchnow verlegt und nahm dort an den schweren Abwehrkämpfen teil. Mitte Februar stabilisierte sich das Frontgeschehen. Die Winterkrise war überwunden. Anfang Mai wurde die Division aus der Front zur Auffrischung herausgezogen.

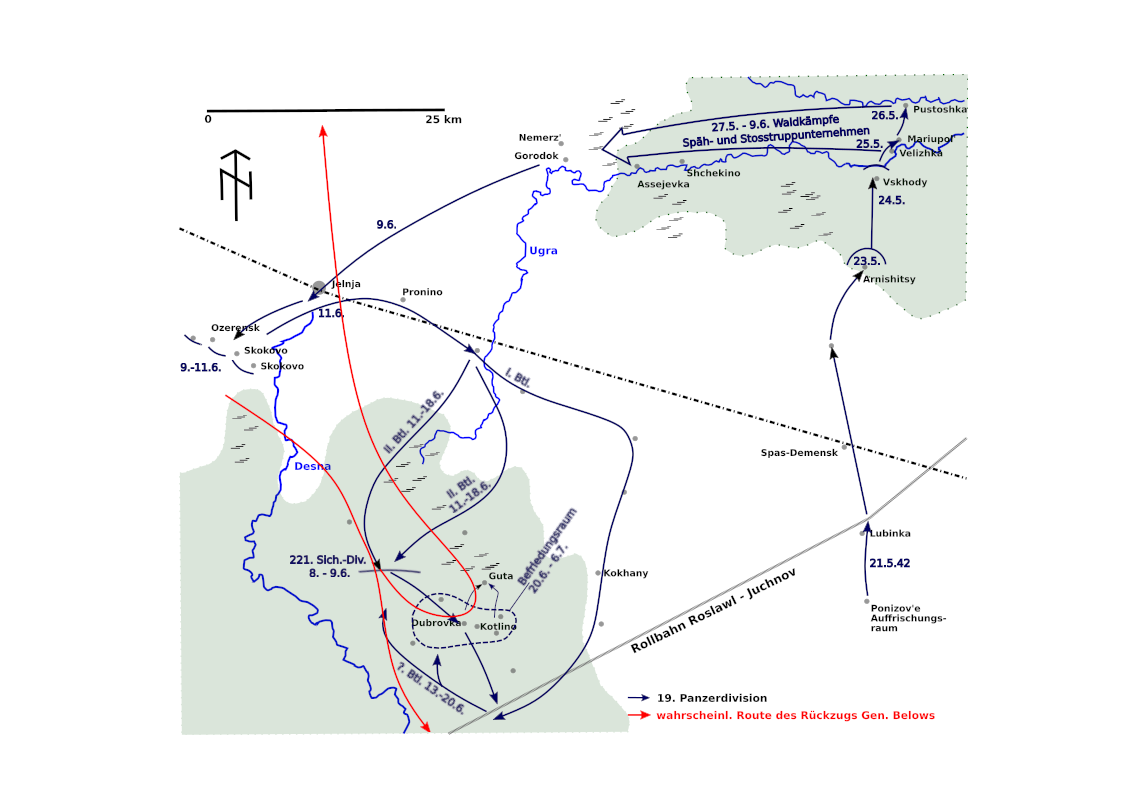
Bewegungen der 19. Panzerdivision während der Operationen Hannover
Skizze basierend auf der Operationsskizze „Rolf Hinze: Die 19. Panzer-Division, S. 89“

Vom 21. Mai bis zum 6. Juli war die Division im Dreieck zwischen Smolensk, Wjasma und Spas-Demensk zur Bekämpfung der während der sowjetischen Winteroffensive im Rücken der Heeresgruppe Mitte eingedrungenen Teile der 33. Armee sowie von Kavallerie-, Partisanen- und Luftlandeeinheiten der Roten Armee unter General Below (Operationen Hannover) eingesetzt. Um mit der Beweglichkeit der Kavallerieeinheiten von General Below einigermaßen mithalten zu können, wurden aus den Ersatzeinheiten und der Panzer-Aufklärungs-Abteilung 19 das Kradschützen-Bataillon 19 wieder reaktiviert.
Am 6. Juli 1942 begann die Rote Armee zur Entlastung der stark strapazierten Südfront einen Vorstoss aus dem Kirow-Bogen zwischen Spas-Demensk und Shisdra. Die Division wurde umgehend zur Abwehr des Angriffes in diesen Raum (Dimitriewka) verlegt. Hier kam es zu schweren Abwehrkämpfen. Um den Kirow-Bogen abzuschnüren, startete die 19. am 11. August 1942 einen Gegenangriff über die Shisdra. Dieser musste aber dann aufgrund der heftigen Gegenwehr gestoppt werden. Die Division war gezwungen die rückwärtigen Auffangstellen an der Shisdra zu beziehen.
Am 15. Oktober wurde die Division aus dem Shisdra-Abschnitt herausgelöst und bis zum 4. November bei der 2. Panzerarmee im Raum Orel für den Ausbau Orelschutzstellung eingesetzt.
Als am 24./25. November die Operation Mars der Roten Armee begann, wurden für die Division am 28.11. die Vorbereitungen für das Unternehmen „Zeisig“ beendet, die Division nach Beloy verlegt und am 7.12. griff sie mit den unterstellten Panzern der 20. Panzerdivision von Borochodowa nach Norden an. Es gelang der Division gemeinsam mit der ihr entgegenwirkenden 1. Panzerdivision die eingedrungenen Kräfte der sowjetischen 41. Armee einzukesseln.
Aufgrund der Lageentwicklung bei der Heeresgruppe B benötigte die Heeresgruppe Verstärkungen um die Durchbrüche der Roten Armee einzudämmen. Zu diesem Zweck wurde die Division am 17.12. aus der Schlacht bei Beloy herausgezogen und über Smolensk nach Kupjansk verlegt. In der Reihenfolge ihres Eintreffens wurden die Divisionsteile sofort als Alarmeinheiten in den Einsatz geschickt.

### 1943
Um die Jahreswende 42/43 war die Rote Armee (Operation 'Kleiner Saturn') nördlich Stalingrads durch die Stellungen der italienischen 8. Armee durchgebrochen und drohten über Millerowo auf Rostow und Taganrog vorzustoßen. Die Division baute westlich von Millerowo eine neue Abwehrlinie auf, um der italienische 8. Armee und der 298. Infanteriedivision entgegenzuwirken. Anfang Januar gelang es der Infanteriedivision und Teilen der italienischen Armee hier hinter die eigenen Linien zu gelangen.

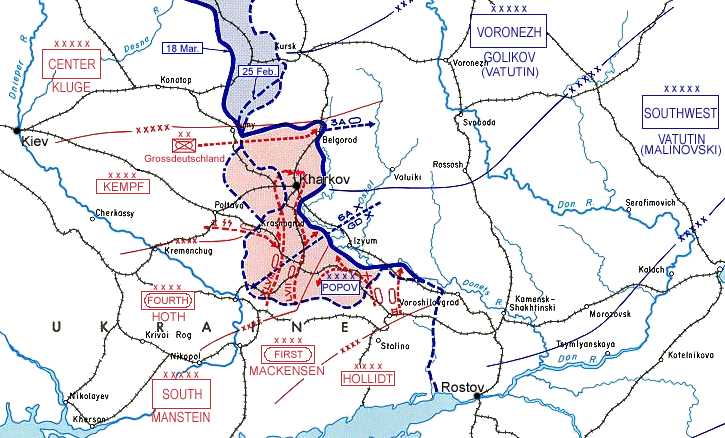
Karte der Schlacht um Charkow
Die 19. PD ging aus Richtung Woroschilowgrad bis zum Donez vor

Am 12. Januar begann die Rote Armee die dritte Großoffensive am Frontabschnitt um Woronesch. Die von der 19. gebildete Abwehrlinie ließ sich nicht mehr halten und musste aufgegeben werden. Die Gruppe Gen.-Maj. Schmidt, bestehend aus der 19. und der unterstellten 27. Panzerdivision, werden daraufhin an den Don verlegt. Ende Januar begann der lang erwartete Angriff der sowjetische Südwestfront. Der 3. Gardearmee gelang im Bereich des Donec-Knies östlich Woroschilowgrads ein größerer Frontdurchbruch. Am linken Heeresgruppenflügel musste die 19. hinter den Donec beiderseits von Lissitschansk zurückgenommen werden und durch die dadurch entstandene Lücke traten am 31. Januar Panzerkräfte der Gruppe Popow in der offenkundigen Absicht einer Umfassung des Westflügels der Heeresgruppe Don zum Angriff gegen die Linie Lissitschansk-Slavjansk.
Im Rahmen der Gegenoffensive von Manstein zur Rückeroberung von Charkow rückte die Division wieder in ihre alten Verteidigungsstellungen am Donez bei Lissitschansk ein. Hier verblieb die schwer angeschlagene Division, bis sie vom 5. März bis 24. April bei Artemowsk aufgefrischt wurde.
Bis Juni 1943 waren Teile der Division gemeinsam mit der 15. Infanteriedivision bei Isjum eingesetzt. Stück für Stück wurde die Division nächtlich per Bahn in den Raum Belgorod verlegt.

Vormarsch der deutschen Truppen im Süden Kursks
Die 19. Panzerdivision war im Süden beim III. Panzerkorps

#### Unternehmen Zitadelle
Die 19. Panzerdivision war im Rahmen des Unternehmens Zitadelle (Juli 1943) beim III. Panzerkorps der Armeeabteilung Kempf südöstlich von Belgorod eingesetzt und sollte von hier aus in nordöstlicher Richtung vorstoßen und so als Flankendeckung für den Hauptstoß dienen. Der Angriffsplan der Armeeabteilung Kempf hatte eine taktische Schwäche: alle sechs Divisionen der Abteilung mussten mit Angriffsbeginn den Donez überqueren. Während der entscheidenden Stunden zu Angriffsbeginn fehlten den Grenadieren der Division die Unterstützung durch die Panzer, weil die beiden Brücke der Division für ein Übersetzen der Panzer nicht nutzbar waren. Die übergesetzten Divisionsteile stießen auf der anderen Seite des Donez auf außerordentlichen Widerstand aus einem vorbildlich aufgebauten, tiefgegliederten Verteidigungssystem, so dass die Panzer und die Grenadiere sich wieder zurückziehen mussten. Die Führung der Armeeabteilung beschloss deshalb den Angriffsschwerpunkt weiter nach Süden zur 7. Panzerdivision zu verlegen. Am 8. Juli stieß die 6. Panzerdivision unterstützt von Teilen der 19. bis Milichowo vor. Das Panzergrenadierregiment 73 kämpfte indes immer noch östlich von Belgorod. Am 11. Juli gelang es weiter südlich anderen Divisionsteilen bis an den Ortsrand von Rzhavets vorzudringen, das zuvor von der 6. Panzerdivision genommen wurde. Die Division überschritt hier den Sewerskij Donez um nördlich der Straße weiter vorzustoßen. Ab dem 13. Juli wurde das II. SS-Panzerkorps zur Heeresgruppe B nach Oberitalien verlegt. Der laufende Angriff wurde durch Hitler gestoppt und am Abend des 16. Juli das Unternehmen „Zitadelle“ abgebrochen. Die Division zog sich ab dem 19.7. in den Raum nördlich von Belgorod zurück. Angriffe wurden in dieser Zeit abgewehrt und durch Gegenangriffe bereinigt.

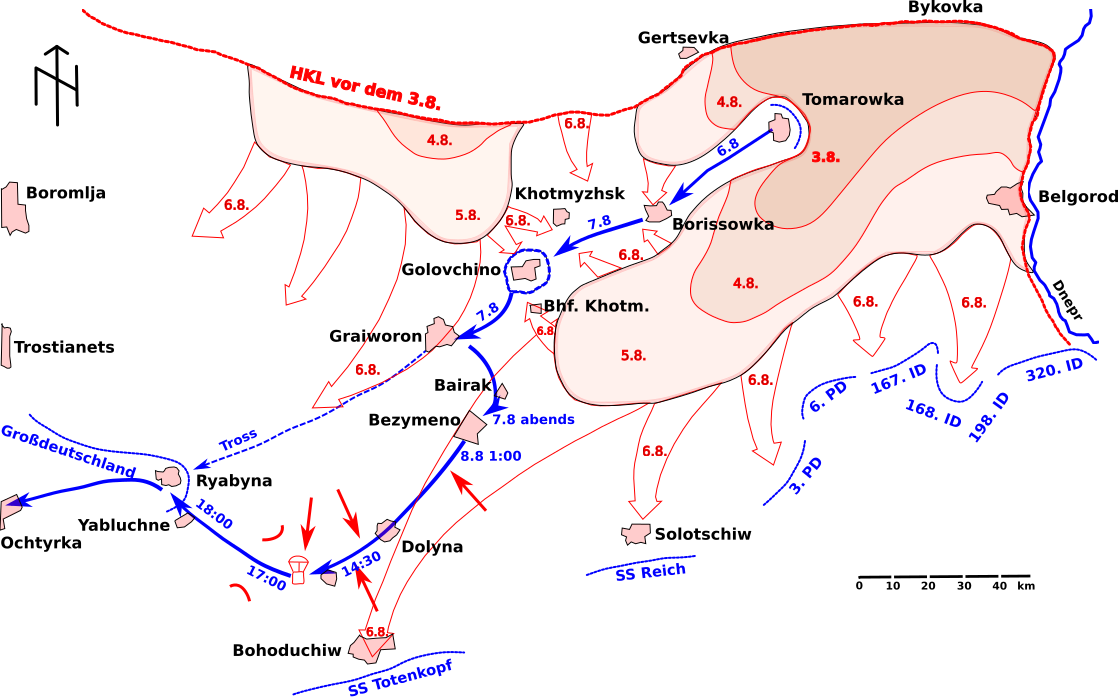
Ausbruch aus der Einkesselung der 19. Panzerdivision Anfang August 1943

Am 3. August begann die Rote Armee ihre Sommeroperation, riss dabei eine 50 km breite Frontlücke auf und gewann schnell an Raum. Am 4. August 1943 griffen das 6. und 5. Panzergardekorps Tomarovka an. Die 19. konnte den Ort bis in die Nacht vom 5. August halten. Die Division musste sich dann am 6. August in Richtung Golovchino zurückziehen, weil Tomarovka schon von beiden Seiten umgangen worden war und sie eingekesselt zu werden drohte. Am 5. August griffen sowjetische Panzer die zurückweichende Kolonne des Divisionsstabes an und vernichteten sie. Dabei kam der Divisionskommandeur Generalmajor Schmidt ums Leben. Der weitere Rückmarsch erfolgte über Borrisowka und Golowchino nach Graiworon. In der Nacht vom 9. auf den 10. August gelang der Division der Ausbruch aus der Einschließung. Bis Mitte September beteiligte sich die Division an den Abwehr- und Rückzugskämpfen nördlich von Achtyrka.
Am 16. September, begann an der gesamten Ostfront mit Ausnahme der Heeresgruppe Nord eine weiträumige Rückzugsoperation auf die Panther-Stellung. Dabei gelang es der Vorausabteilung der 3. Garde-Panzerarmee am 22. September an der Dnepr-Schleife von Bukrin (80 Kilometer südlich von Kiev) über den Fluss zu wechseln und einen Brückenkopf von 12 Kilometer Breite und bis zu sechs Kilometer Tiefe zu bilden. Die 19. Panzerdivision überschritt ebenfalls zu diesem Zeitpunkt den Dnepr aber nördlich von Kiew und wurde sofort in Richtung Bukrin verlegt und erreichte erst im Laufe des 24. September das Zielgebiet. Die 19. und die 20. Panzergrenadierdivision konnten hier ein Luftlandeunternehmen sowjetischer Fallschirmjäger abwehren. In der Folgezeit hatte die Division die Aufgabe den Brückenkopf von Bukrin zu beseitigen und hatte hier besonders harte Kämpfe zu bestehen.
Mitte November wurde die Division aus der Dnepr-Schleife für einen Gegenschlag in Richtung Kiew (XXXXVIII. Panzerkorps mit der 1., 7., 19. und 25. Panzerdivision sowie um die SS-Panzerdivisionen „Reich“ und „Leibstandarte“) herausgezogen. Am 15. November begann der deutsche Gegenangriff. Die Division drang bis Lazarivka bei Brusilov (nordwestlich von Fastov) vor. Für die letzte Phase des Gegenangriffs war ein Stoß des XXXXVIII. Panzerkorps nach Osten Richtung Kiev geplant, um die südlich der Stadt stehenden Feindkräfte abzuschneiden. Dieser Angriff blieb allerdings im Schlamm stecken. Die Division hielt ihren Abschnitt bei Brusilov bis zum 24. Dezember 1943.

### 1944
Am 24. Dezember 1943 begann die 1. Ukrainischen Front ihre Weihnachtsoperation auf Schitomir und Berditschew. Am 25. gelang der Roten Armee der operative Durchbruch. Die Division wurde in Richtung Schitomir in Marsch gesetzt und versuchte gemeinsam mit der 8. und der 2. SS-Panzer-Division „Das Reich“ den Durchbruch auf Schitomir zu verhindern. Die 19. bezog südlich von Schitomir (27. - 31.12.1943) mit einer noch nicht gefestigten Linie Stellung. Die Division zog sich dann kämpfend auf eine Position ca. 5 km südlich von Ljubar (Malyi Brataliv) zurück und bezog hier (11. - 20.1.) Stellung. Am 21. Januar wurde die Division hinter den Slutsch zurückgezogen.
Am 4. März eröffnete die 1. Ukrainische Front die „Angriffsoperation von Proskurow-Czernowitz“. Nach harten Kämpfen im Bereich XXXVIII. Armeekorps zog sich die Division auf eine neue „Adler“-Stellung zurück. Stück für Stück setzte sie sich dann nach Stara-Konstantinoff ab, den letzten Nachschubbahnhof.

Kesselschlacht von Kamenez-Podolski. Die 19. PzD war Teil des LIX. Armeekorps.

Am 21. März gelang es der bisher in Reserve gehaltenen sowjetischen 1. Panzerarmee in der Lücke zwischen der deutschen 1. und 4. Panzerarmee der entscheidenden Durchbruch. Am 24. März überschritt sie den Dnestr und griff die 19. Panzerdivision von rückwärts an. Am 27. März wurde bei Kamenec-Podol'skij die Zange der 1. Ukrainischen Front geschlossen. Anfang April gelang dem PGR 73 und der PAA 19 der erste Durchbruch bei Losiach, sowie des I/PAR 19 etwas weiter südlich. Ein wichtiger Durchbruch gelang am 5.4. nördlich von Jeziezany. Am 11.4. war dann die Rollbahn nach Buczacz endgültig geöffnet. Die Reste des PGR 73, der PzJ 19 und der PAA 19 wurden unmittelbar westlich Bobulince an der Strypa für einen Angriff gegen den sich dort gebildeten Brückenkopf eingesetzt. Dabei gerieten sie in eine sowjetische Bereitstellung hinein.
Bis Anfang Mai stabilisierte sich die Front. Nördlich des Dnestr verliefen die Stellungen der 1. Panzerarmee entlang der Stripa. Ende Mai 1944 wurde die Division nach Abgabe der restlichen Fahrzeuge und Geschütze in die Niederlande verlegt. Dort sollte sie aufgefrischt und bei der absehbaren Landung der Alliierten an der französischen Küste eingesetzt werden.

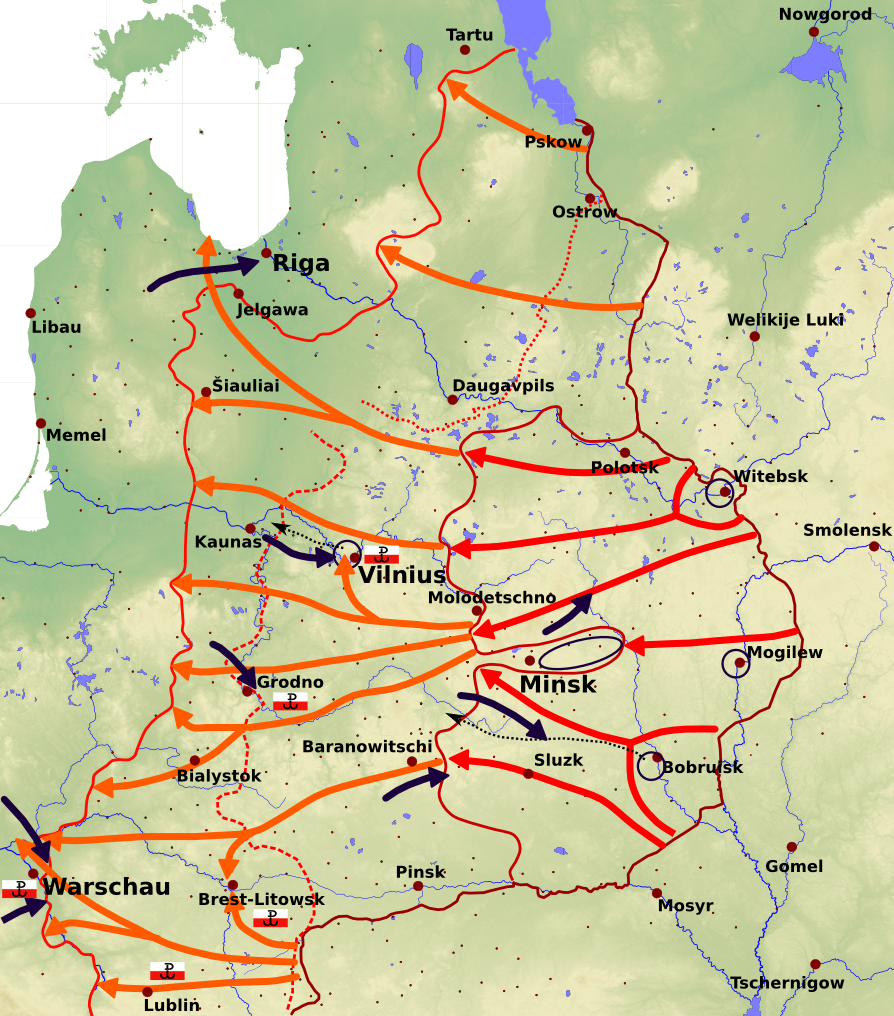
Übersichtskarte zum Gesamtverlauf der Operation Bagration vom 22. Juni 1944 bis zum 29. August 1944. Die Angriffsoperationen der Roten Armee während der ersten Phase sind in roter Farbe, die nachfolgenden in oranger Farbe dargestellt. Deutsche Gegenangriffe sind in dunkelblauer Farbe gehalten.

Nach Beginn der Operation Bagration (am 22. Juni 1944) und mit dem sich abzuzeichnenden Zusammenbruch der Heeresgruppe Mitte wurde sie in Eilmärschen nach Ostpreußen (Truppenübungsplatz Arys) verlegt, um dort neue Gefechtstaktiken mit neuen Waffen einzuüben. Aus den Divisionsteilen PGR74, PzR 27 und I./PAR19 wurde eine Kampfgruppe gebildet und gegen einen sowjetischen Vorstoß im Raum Grodno-Białystok eingesetzt. Die Märsche und Einsätze in diesem, von deutschen Truppen freien Raum dienten dem Zweck, den Vormarsch der Roten Armee zu stören und damit zu verzögern.
Am 18. Juli verließ ein erster Transport mit 10 neuen Jagdpanzern IV für die Panzerjäger-Abteilung 19 der Division das Heereszeugamt.
Ende Juli wurde die Kampfgruppe aus ihrem Frontabschnitt bei Bialystok herausgelöst und gegen den Durchbruch der sowjetischen 2. Panzerarmee östlich von Warschau eingesetzt. Erste Teile trafen am 29. Juli bei der wichtigen Narew-Brücke von Zegrze nahe Warschau ein -- gerade noch rechtzeitig -- um sowjetische Panzer vor dem Übersetzen über die Narew aufzuhalten.

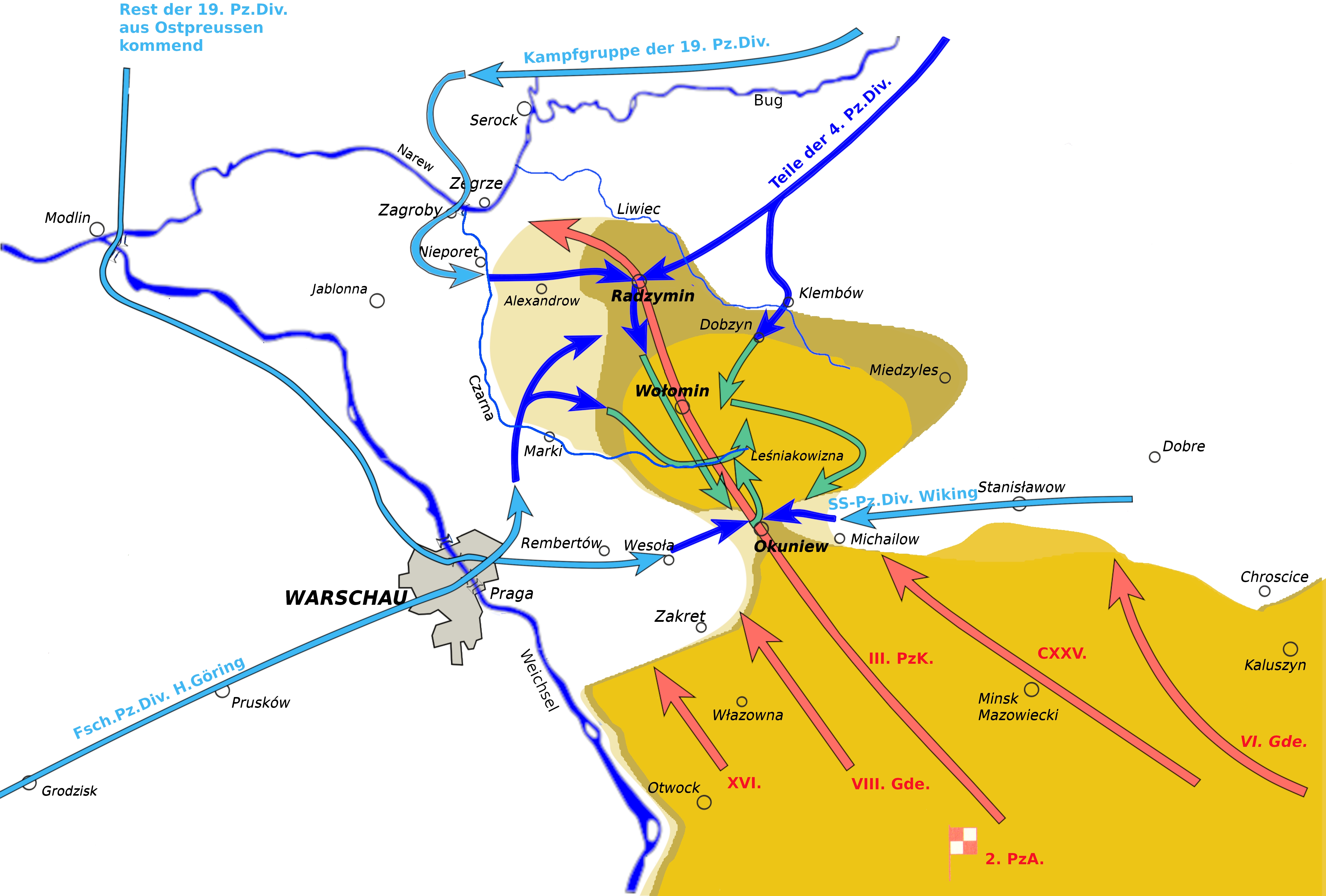
Die Panzerschlacht vor Warschau (1.–4. August 1944)

Währenddessen umgingen die restlichen Divisionsteile im Eisenbahntransport aus Ostpreußen kommend in weit nach Westen ausholender Umleitung das Kampfgebiet und überschritt bei Warschau die Weichsel.
Am 30. Juli brachen sowjetische Panzer durch eine Furt in Wiazowna ein. Das II. Bataillon des PGR 74, die 2. Abteilung des PzR 27 und die II. Batterie des PAR 19 wurden hier für ein Gegenangriff eingesetzt. Die Kampfgruppe musste sich wegen heftigen Widerstandes nach Einbruch der Dunkelheit auf die Rembertow-Stellung absetzen.
Am 1. August griff das II/PzR27 im Rahmen der Kampfgruppe 74 in Richtung Okuniew an und kam der SS-Panzerdivision »Wiking« bis Michailow entgegen. In und um Okuniew kam es noch zu harten Kämpfen mit motorisierten Infanterieverbänden der polnischen 1. Armee. An diesem 1. August verließ auch ein Transport mit 11 neuen Jagdpanzern IV für die nunmehr vollständige Ausrüstung der Panzerjäger-Abteilung 19 der Division das Heereszeugamt.
Der Höhepunkt der Kämpfe östlich vor Warschau war am 3. August, als das sowjetische III. Panzerkorps im Raum Wolomin zusammengedrängt war. Nun griffen vier deutsche Panzerdivisionen konzentrisch aus vier Richtungen an: Aus Nordosten die 4. Panzerdivision, aus Südosten die SS-Panzerdivision »Wiking«, aus Südwesten die Fallschirm-Panzerdivision »Hermann Göring« und aus Nordwesten die 19. Panzerdivision.
Es war eigentlich geplant, die Gefechte in diesem Raum fortzusetzen, doch inzwischen trafen neue Hiobsbotschaften von anderen Frontabschnitten ein. Schon am 1. August waren drei Kompanien des PGR74 in Richtung Magnuszew umgeleitet worden. Die 8. Garde-Armee, unterstützt von der Polnische 1. Armee sowie von starken Panzerkräften hatte hier einen Brückenkopf über die Weichsel (Warka-Brückenkopf) bilden können und waren dabei diesen aufzuweiten. Am 4. August wurden weitere Teile der 19. Panzerdivision aus dem Geschehen herausgelöst und um das umkämpfte Warschau herum in Richtung Magnuszew in Marsch gesetzt. Die 19. Panzerdivision wurde hier vom 2. bis zum 26. August eingesetzt.

#### Warschau 1944
Nach dem Beginn des Warschauer Aufstandes kämpften Teile der 19. Panzerdivision den Versorgungsweg durch Warschau frei und teilte damit das Aufstandsgebiet. Nach der Panzerschlacht vor Warschau bildete sich der Brückenkopf von Praga/Warschau, der von den Resten der 73. ID, der Gren.Brig. 1131 und einer dahinter gestaffelten Kampfgruppe der 19. Panzerdivision gehalten wurde. Diese geringe Besatzung blieb fast ein Monat unverändert.
Vom 27. August bis zum 9. September wurden die Teile der Division, die bei Magnuszew westlich der Weichsel im Einsatz waren, aus den Kämpfen herausgezogen und beiderseits der Narew gegen das Vorrücken der 2. Weißrussische Front eingesetzt.
Am 1. September begann ein Angriff der polnischen 1. Division auf Praga. Am 10. September wurde die Situation so kritisch, dass ein Übersetzen der sowjet-polnische Verbände über die Weichsel für möglich gehalten und ein Zusammenwirken der polnischen Aufstandskräfte mit den sowjetischen Kräften möglich wurde. Die an der Narew kämpfende Kampfgruppe der 19. Panzerdivision wurde am 10. September herausgezogen und hier eingesetzt. Die Gegenangriffe konnten den Angriff der sowjet-polnischen Divisionen aber nur verlangsamen. Am 13. und 14. September setzen Teile der 19. Panzerdivision über die nördliche Eisenbahnbrücke über. Der Rest der 19. setzte die Kämpfe nördlich von Warschau bis zum 21. September fort.
Am 15. September, starteten drei polnische Divisionen den Versuch, die Weichsel zu überqueren. An diesen Kämpfen war die 19. PD nicht beteiligt, weil die Übersetzversuche nicht in ihrem Abschnitt stattfanden aber erwartet wurden. Am 21. September beantragte General v. Lüttwitz bei der Heeresgruppe die 19. Panzerdivision zur „Freikämpfung“ von Mokotow einzusetzen. Er erhielt die Genehmigung unter der Auflage, dass die Division erst in 4 Tagen und dann auch nur für einen begrenzten Zeitraum eingesetzt werden kann.
Ab dem 24. September ging die Kampfgruppe Rohr verstärkt durch Einheiten der 19. Panzerdivision gegen den Stadtteil Mokotow vor. Der Angriff erfolgte mit erheblicher Artillerievorbereitung und wechselte wiederholt die Richtung, so dass die Verteidiger immer wieder vor neuen Lagen standen. Kapitulationsvorschläge wurden durch die Aufstandsführung zurückgewiesen. Am 25. September kam es zwischen 16:00 und 18:00 Uhr zur ersten Waffenruhe. 5000 Menschen verließen den Stadtteil. Die Aufstandsführung beschloss den Stadtteil zu verlassen. Diese Information wirkte sich deprimierend auf die restlichen Aufständischen und die Bevölkerung aus. Die Selbst-Evakuierung der Bevölkerung durch das Kanalsystem Warschaus wurde entdeckt und deutscherseits durch Sperren, Werfen von zur Explosion gebrachten Gasgranaten in die Kanäle und Beschießen der Durchgänge unterbunden. Es kam zu dramatischen Szenen in der Kanalisation des Stadtteils. Am 27. September war der Stadtteil „befriedet“.
Ab dem 29. September wurde die Division zusammen mit den Kampfgruppen Reck und Schmidt zur „Freikämpfung“ von Zoliborz eingesetzt. Insbesondere zur Bekämpfung der Festung Zoliborz wurde schwerste Artillerie eingesetzt. Ein geplanter Ausbruchsversuch der Aufständischen im Zusammenwirken mit der Roten Armee wurde aufgegeben, weil dieser durch die Stellungen der 19. Panzerdivision hätte erfolgen müssen. Schon am 2. Angriffstag waren die Aufständischen auf wenige Straßen zusammengedrängt. Der polnische Widerstand brach zusammen. Am 30. September 18:15 wurden die Kämpfe um Zoliborz eingestellt.
Vom 2. bis zum 28. Oktober wurde die Division wieder nördlich Warschau (im Nassen Dreieck) eingesetzt.
Im November 1944 wurde sie als Reserve der Heeresgruppe A nach Radom zur Absicherung der Weichselbrückenköpfe südlich von Warschau verlegt, wo sie bei den Kämpfen um den Baranow-Brückenkopf zum Einsatz kam. Die kriegsbedingte Situation Ende 1944 war so angespannt, dass die Division nicht mehr oder nicht ausreichend aufgefrischt werden konnte. Der Zustand war aufgrund der „dünnen Frontbesatzung“ besorgniserregend.

### 1945
Für die zu erwartende Winteroffensive der Roten Armee lautete für die 9. Armee die Weisung, die Großkampf-Hauptlinie um die beiden Brückenköpfe Puławy und Magnuszew sowie die übrige Front entlang der Weichsel zu halten. Als Angriffsskräfte standen ihr nur die 19. und 25. Panzer-Division zur Verfügung. Dabei konzentrierte die Armee die beiden Divisionen dicht hinter der 6. Volksgrenadierdivision. Damit war beabsichtigt, die Panzerkräfte rechtzeitig zum Einsatz zu bringen.
Am 12. Januar griff nach aufwendiger Artillerievorbereitung im Rahmen der Weichsel-Oder-Operation die 8. Gardearmee zusammen mit der 5. Stoßarmee aus dem Warka-Brückenkopf heraus die Stellungen des VIII. Armeekorps beiderseits der Pilica an. Dabei wurde die 6. Volksgrenadierdivision aufgerieben. Die 19. Panzerdivision konnte in ihrem Bereich den gegnerischen Angriff zum Stehen bringen. Der hinausgezögerte Gegenangriff der 25. Panzer-Division stieß auf durchgebrochene sowjetischen Panzer und blieb erfolglos. Mit diesen beiden Angriffen waren die operativen Reserven der 9. Armee aufgebraucht. Am nächsten Tag beschleunigte sich der Zusammenbruch der Weichselverteidigung als die sowj. 8. Gardearmee, sowie Spitzen der 1. Gardepanzerarmee die taktische Verteidigungszone durchbrach. Um nicht von der Roten Armee eingekesselt zu werden, setzte sich die Division in unorganisch zusammengesetzten Kolonnen ohne jegliche Führung durch die Armee oder Heeresgruppe nach Westen ab.
An der Warthe wurde versucht, mit dem Panzerkorps „Großdeutschland“ und den Resten der Division eine Widerstandslinie zu errichten. Nur unter größten Anstrengungen konnte diese Einheiten den Vorstoß der Roten Armee auf Sieradz verzögern. Zu diesem Zeitpunkt löste sich die Front der Heeresgruppe aber bereits auf. In zwei wandernden Kesseln schlugen sich das XXIV. Panzerkorps mit der „Gruppe Nehring“ und die Reste der 9. Armee (inkl. 19.) mit dem Panzerkorps „Großdeutschland“ zu den eigenen Linien durch.
Nachdem erkennbar wurde, dass der operative Schwerpunkt der nächsten Angriffsoperationen General Konews der Oder-Brückenkopf bei Steinau war, wurden die verfügbaren Kräfte der Wehrmacht unter anderem auch die Division unverzüglich gegen den russischen Oder-Brückenkopf bei Steinau eingesetzt. Steinau wurde am 4. Februar 1945 unter hohen Verlusten auf beiden Seiten von der Roten Armee erobert.
Anschließend wurden die Divisionsreste nach Breslau verlegt, um die Einkesselung der Stadt zu verhindern. Nach der endgültigen Einschließung der Stadt musste sich die Division durch Mittelschlesien zurückziehen, bis sie Ende März 1945 die Mährische Pforte erreichte.

#### Kapitulation
Mitte April 1945 stand die Division bei Mährisch-Ostrau und dann im Raum Brünn. Bei Kriegsende kämpften die letzten Reste der Division im Protektorat Böhmen und Mähren, wo sie am 8. Mai um 23:01 Uhr mitteleuropäischer Zeit auch kapitulierte. Alle Divisionsteile bereiteten sich auf den LKW-Transport nach Deutschland vor. Die Spitzen der Kolonen erreichten die Moldau, die Demarkationslinie zwischen der Roten Armee und den US-Amerikanern. Den übrigen Kolonnen verwehrte die Rote Armee den Übertritt. Die auf amerikanische Seite gelangten Einheiten wurden an die Rote Armee ausgeliefert und gingen ebenfalls in sowjetische Kriegsgefangenschaft.

## Eingliederung und Unterstellung
| Militärische Einheit    | Datum                        | Armeekorps   | Armee                              | Heeresgruppe | Schauplatz           |
| ----------------------- | ---------------------------- | ------------ | ---------------------------------- | ------------ | -------------------- |
| 19. Infanterie-Division | September 1939               | XI           | 10. Armee                          | Süd          | Schlesien, Polen     |
| 19. Infanterie-Division | Dezember 1939                | Reserve      | 6. Armee                           | B            | Niederrhein          |
| 19. Infanterie-Division | Januar 1940                  | IX           | 6. Armee                           | B            | Niederrhein, Belgien |
| 19. Infanterie-Division | Juni 1940                    | z. Vfg.      | —                                  | B            | Paris                |
| 19. Infanterie-Division | Juli 1940                    | XXXIX        | 2. Armee                           | C            | Frankreich           |
| 19. Infanterie-Division | Oktober 1940                 | BdE im WK XI | —                                  | —            | zur Umgliederung     |
| 19. Panzer-Division     | November 1940                | XXII         | 6. Armee                           | C            | Heimat               |
| 19. Panzer-Division     | Dezember 1940 bis April 1941 | XXXXVII      | 6. Armee                           | C            | Heimat               |
| 19. Panzer-Division     | Mai/Juni 1941                | WK VI        | Panzergruppe 3                     | —            | Heimat               |
| 19. Panzer-Division     | Juli/August 1941             | LVII         | Panzergruppe 3                     | Mitte        | Minsk, Smolensk      |
| 19. Panzer-Division     | September 1941               | LVII         | 9. Armee                           | Mitte        | Newel                |
| 19. Panzer-Division     | Oktober 1941                 | z. Vfg.      | —                                  | Mitte        | Newel                |
| 19. Panzer-Division     | November/Dezember 1941       | LVII         | 4. Armee                           | Mitte        | Moskau               |
| 19. Panzer-Division     | Januar 1942                  | XXXX         | 4. Armee                           | Mitte        | Juchnow              |
| 19. Panzer-Division     | Februar 1942                 | LVII         | 4. Armee                           | Mitte        | Juchnow              |
| 19. Panzer-Division     | März/April 1942              | XXXX         | 4. Armee                           | Mitte        | Juchnow              |
| 19. Panzer-Division     | Mai/Juni 1942                | XXXXIII      | 4. Armee                           | Mitte        | Jelnja               |
| 19. Panzer-Division     | Juli 1942                    | z. Vfg.      | 4. Armee                           | Mitte        | Jelnja               |
| 19. Panzer-Division     | August/Oktober 1942          | XXXXI        | 2. Panzerarmee                     | Mitte        | Orel                 |
| 19. Panzer-Division     | November 1942                | z. Vfg.      | 2. Panzerarmee                     | Mitte        | Orel                 |
| 19. Panzer-Division     | Dezember 1942                | z. Vfg.      | —                                  | Mitte        | Smolensk             |
| 19. Panzer-Division     | Januar 1943                  | —            | 8. ital. Armee                     | B            | Millerowo            |
| 19. Panzer-Division     | Februar 1943                 | III          | 1. Panzerarmee                     | Don          | Isjum                |
| 19. Panzer-Division     | März 1943                    | III          | 1. Panzerarmee                     | Süd          | Isjum                |
| 19. Panzer-Division     | April/Mai 1943               | z. Vfg.      | 1. Panzerarmee                     | Süd          | Raum Artemowsk       |
| 19. Panzer-Division     | Juni 1943                    | XXIV         | 1. Panzerarmee                     | Süd          | Isjum                |
| 19. Panzer-Division     | Juli 1943                    | III          | Kempf                              | Süd          | Charkow              |
| 19. Panzer-Division     | August 1943                  | LII          | 4. Panzerarmee                     | Süd          | Kiew                 |
| 19. Panzer-Division     | September 1943               | XXXXVIII     | 4. Panzerarmee                     | Süd          | Kiew                 |
| 19. Panzer-Division     | Oktober 1943                 | XXXVIII      | 8. Armee                           | Süd          | Kiew                 |
| 19. Panzer-Division     | November 1943                | XXIV         | 4. Panzerarmee                     | Süd          | Kiew                 |
| 19. Panzer-Division     | Dezember 1943                | XXXXII       | 4. Panzerarmee                     | Süd          | Shitomir             |
| 19. Panzer-Division     | Januar 1944                  | z. Vfg.      | 4. Panzerarmee                     | Süd          | Shitomir             |
| 19. Panzer-Division     | Februar 1944                 | XXXXVIII     | 4. Panzerarmee                     | Süd          | Luck                 |
| 19. Panzer-Division     | März 1944                    | LIX          | 1. Panzerarmee                     | Süd          | Kamenetz-Podolsk     |
| 19. Panzer-Division     | April 1944                   | II. SS       | 1. Panzerarmee                     | Nordukraine  | Hube-Kessel          |
| 19. Panzer-Division     | Mai 1944                     | z. Vfg.      | 1. ungar. Armee                    | Nordukraine  | Kolomea              |
| 19. Panzer-Division     | Juni/Juli 1944               | —            | Wehrmacht-Befehlshaber Niederlande | Westen       | Niederlande          |
| 19. Panzer-Division     | August 1944                  | XXXXVI       | 9. Armee                           | Mitte        | Warschau             |
| 19. Panzer-Division     | September/Oktober 1944       | IV. SS       | 9. Armee                           | Mitte        | Warschau             |
| 19. Panzer-Division     | November 1944                | z. Vfg.      | OKH                                | —            | Radom                |
| 19. Panzer-Division     | Dezember 1944/Januar 1945    | z. Vfg.      | —                                  | A            | Radom                |
| 19. Panzer-Division     | Februar/März 1945            | XVII         | 17. Armee                          | Mitte        | Schlesien            |
| 19. Panzer-Division     | April 1945                   | LIX          | 1. Panzerarmee                     | Mitte        | Mähren               |
| 19. Panzer-Division     | Mai 1945                     | XXIV         | 1. Panzerarmee                     | Mitte        | Mähren               |

## Personalien
| Dienstzeit                        | Dienstgrad             | Name                  |
| --------------------------------- | ---------------------- | --------------------- |
| 15. Oktober 1935 bis 1. März 1938 | General der Kavallerie | Konrad von Goßler     |
| 1. März 1938 bis 1. Februar 1940  | Generalleutnant        | Günther Schwantes     |
| 1. Februar bis 1. November 1940   | Generalmajor           | Otto von Knobelsdorff |

| Dienstzeit                          | Dienstgrad      | Name                  |
| ----------------------------------- | --------------- | --------------------- |
| 1. November 1940 bis 6. Januar 1942 | Generalleutnant | Otto von Knobelsdorff |
| 6. Januar 1942 bis 7. August 1943   | Generalleutnant | Gustav Schmidt        |
| 8.–17. August 1943                  | Oberst          | Oskar Sörgel          |
| 18. August 1943 bis 21. März 1945   | Generalleutnant | Hans Källner          |
| 28. März bis 8. Mai 1944            | Generalmajor    | Walter Denkert        |
| Mai 1944 bis 18. April 1945         | Generalleutnant | Hans Källner          |
| 19. April 1945 bis Kriegsende       | Generalmajor    | Hans-Joachim Deckert  |

| Dienstzeit                           | Dienstgrad     | Name                                           |
| ------------------------------------ | -------------- | ---------------------------------------------- |
| Aufstellung bis 15. Oktober 1935     | Oberstleutnant | Walter Keiner                                  |
| 1. April 1937 bis 10. November 1938  | Major          | Eberhard Kinzel                                |
| 3. November 1938 bis 10. Januar 1940 | Oberstleutnant | Alexander von Pfuhlstein                       |
| 10. Januar bis 1. November 1940      | Oberstleutnant | Sigismund-Hellmuth Ritter und Edler von Dawans |

| Dienstzeit                             | Dienstgrad     | Name                                           |
| -------------------------------------- | -------------- | ---------------------------------------------- |
| 1. November 1940 bis 26. Dezember 1941 | Oberstleutnant | Sigismund-Hellmuth Ritter und Edler von Dawans |

## Vergleichende Gliederung
| 19. Infanterie-Division | 19. Panzer-Division 1943                                                                          |
| --- | ------------------------------------------------------------------------------------------------- |
| | - Panzer-Regiment 27 I. + II. Abteilung                                                           |
| - Infanterie-Regiment 59 I.–III. Bataillon - Infanterie-Regiment 73 I.–III. Bataillon - Infanterie-Regiment 74 I.–III. Bataillon | - Panzergrenadier-Regiment 73 I. + II. Bataillon - Panzergrenadier-Regiment 74 I. + II. Bataillon |
| - Artillerie-Regiment 19 I.–III. Abteilung I. Abteilung/Artillerie-Regiment 55                                                   | - Panzer-Artillerie-Regiment 19                                                                   |
| - Beobachtungs-Abteilung 19 |                                                                                                   |
| - Aufklärungs-Abteilung 19 | - Panzer-Aufklärungs-Abteilung 19                                                                 |
| - Panzerabwehr-Abteilung 19 | - Panzerjäger-Abteilung 19                                                                        |
| | - Heeres-Flak-Artillerie-Abteilung 272                                                            |
| - Pionier-Bataillon 19 | - Panzer-Pionier-Bataillon 19                                                                     |
| - Infanterie-Divisions-Nachrichten-Abteilung 19                                                                                  | - Panzer-Nachrichten-Abteilung 19                                                                 |
| - Infanterie-Divisions-Nachschubführer 19                                                                                        | - Panzer-Versorgungstruppen 19                                                                    |

Veränderungen in der Gliederung der 19. Infanterie-Division von 1934 bis 1940
| Artillerieführer VI Oktober 1934 | 15. Oktober 1935                              | 6. Oktober 1936                               | 12. Oktober 1937                              | 10. November 1938                             | September 1939                                | Juni 1940                                     |
| -------------------------------- | --------------------------------------------- | --------------------------------------------- | --------------------------------------------- | --------------------------------------------- | --------------------------------------------- | --------------------------------------------- |
| IR Braunschweig                  | IR 17                                         | IR 17                                         | IR 73                                         | IR 7                                          | IR 73                                         | IR 73                                         |
| IR Göttingen                     | IR 38                                         | IR 82                                         | IR 74                                         | IR 74                                         | IR 74                                         | IR 74                                         |
| —                                | IR 59                                         | IR 59                                         | IR 59                                         | IR 59                                         | IR 59                                         | IR 59                                         |
| AR 19                            |                                               |                                               |                                               |                                               |                                               |                                               |
| —                                | AR 55 (I., II. Abtlg.)                        | —                                             | AR 55 (I. Abtlg.)                             | AR 55 (I., II. Abtlg.)                        | AR 55 (I. Abtlg.)                             | I. Abtlg. /Artillerie-Regiment 55             |
| Pionier-Bataillon Holzminden     | Pionier-Bataillon 19                          | Pionier-Bataillon 19                          | Pionier-Bataillon 19                          | Pionier-Bataillon 19                          | Pionier-Bataillon 19                          | Pionier-Bataillon 19                          |
| —                                | —                                             | —                                             | Fahr-Abteilung 24                             | Fahr-Abteilung 24                             | —                                             | —                                             |
| —                                | Panzerabwehr-Abteilung 19                     | Panzerabwehr-Abteilung 19                     | Panzerabwehr-Abteilung 19                     | Panzerabwehr-Abteilung 19                     | Panzerabwehr-Abteilung 19                     | Panzerjäger-Abteilung 19                      |
| —                                | Infanterie-Divisions-Nachrichten-Abteilung 19 | Infanterie-Divisions-Nachrichten-Abteilung 19 | Infanterie-Divisions-Nachrichten-Abteilung 19 | Infanterie-Divisions-Nachrichten-Abteilung 19 | Infanterie-Divisions-Nachrichten-Abteilung 19 | Infanterie-Divisions-Nachrichten-Abteilung 19 |
| —                                | Beobachtungs-Abteilung 19                     | —                                             | —                                             | Beobachtungs-Abteilung 19                     | Aufklärungs-Abteilung 19                      | Aufklärungs-Abteilung 19                      |
| —                                | —                                             | —                                             | —                                             | —                                             | Infanterie-Divisions-Nachschubführer 19       | Infanterie-Divisions-Nachschubführer 19       |

## Bekannte Divisionsangehörige
- Ruprecht von Butler (1924–2024), war von 1981 bis 1985 als Generalmajor des Heeres der Bundeswehr, Befehlshabers des Wehrbereichs V in Stuttgart
- Lothar Domröse (1920–2014), war von 1977 bis 1981 als Generalleutnant des Heeres der Bundeswehr, Deputy Chief of Staff Operations am Supreme Headquarters Allied Powers Europe (SHAPE)
- Karl-Günther von Hase (1917–2021), war von 1977 bis 1982 Intendant des ZDF
- Carl-Gero von Ilsemann (1920–1991), war von 1971 bis 1976 als Generalmajor des Heeres der Bundeswehr, Kommandeur der 2. Jägerdivision
- Hans-Christian Pilster (1914–1989), war Generalmajor der Bundeswehr und Abteilungsleiter im Bundesnachrichtendienst
- Dietrich Willikens (1915–2004), war ein Generalleutnant der Bundeswehr und Bundesgeschäftsführer der Johanniter-Unfall-Hilfe